# Stichoplastoris obelix
Stichoplastoris obelix là một loài nhện trong họ Theraphosidae.
Loài này thuộc chi Stichoplastoris. Stichoplastoris obelix được Carlos E. Valerio miêu tả năm 1980.